# Prusy (Slowakije)
Prusy  is een Slowaakse gemeente in de regio Trenčín, en maakt deel uit van het district Bánovce nad Bebravou.
Prusy telt 547 inwoners.